# Zerstörer 1934
Der Zerstörer 1934 war eine Klasse von 16 Zerstörern der deutschen Kriegsmarine im Zweiten Weltkrieg. Der Name bezieht sich auf das Jahr der Kiellegung des ersten Schiffs, des ersten deutschen Zerstörers. Von 1934 bis 1937 wurden insgesamt 16 Boote der Typen Zerstörer 1934 und 1934A gebaut.
Die ersten vier Einheiten Z 1 bis Z 4 gehörten zur Klasse Zerstörer 1934, der Rest zur Klasse Zerstörer 1934A. Die erste Gruppe unterschied sich von der zweiten durch die sogenannten Schergänge am Vorschiff, deren oberer Abschluss viertelkreisförmig abgerundet war. Dies erinnerte an das charakteristische Aussehen der Torpedoboote des Ersten Weltkrieges. Der Typ 1934 hatte anfangs eine kleinere Brücke mit halbrunder Frontseite. Diese wurde noch vor Kriegsbeginn gegen die des Typs 1934A ausgetauscht.

## Einsätze
Der erste Kriegseinsatz erfolgte am 3. September 1939 mit einem Gefecht zwischen Leberecht Maass und Wolfgang Zenker gegen polnische Kriegsschiffe und eine Küstenbatterie. Nachdem die Leberecht Maass durch den Treffer eines 15-cm-Geschosses einen Toten und drei Verwundete zu verzeichnen hatte, brachen beide Boote das Gefecht ab.
Zwischen Oktober 1939 und Februar 1940 wurden von Zerstörern dieser Klasse über 1.000 Seeminen an der britischen Ostküste gelegt.
Am 7. Dezember 1939 orteten Z 10 Hans Lody und Erich Giese nach dem Abschluss einer Minenlegeaktion vor der Bucht von Cromer an der englischen Ostküste zwei britische Zerstörer und griffen sie gegen 3 Uhr früh mit Torpedos an. Erich Giese erzielte dabei einen Torpedotreffer auf der erst im April 1939 in Dienst gestellten Jersey, die allerdings abgeschleppt und repariert werden konnte.
Im Laufe des Unternehmens Wikinger führte am 22. Februar 1940 ein Irrtum zum Verlust von Leberecht Maass und Max Schultz, die zusammen mit vier weiteren Booten – Friedrich Eckoldt, Richard Beitzen, Erich Koellner und Theodor Riedel – auf dem Marsch durch eine Minenlücke in Richtung Doggerbank waren. In der Annahme, es handele sich um eine britische Zerstörer-Flottille, bombardierte eine Heinkel He 111 der deutschen Luftwaffe die am Ende der Kiellinie laufende Leberecht Maass. Bei den folgenden Rettungsmanövern liefen Leberecht Maass und Max Schultz auf Minen und sanken. Dabei verloren 270 Mann der Leberecht Maass und alle 308 Mann der Max Schultz ihr Leben; von der Besatzung der Leberecht Maaß konnten nur 60 gerettet werden.
Bei dem Unternehmen Weserübung am 9. April 1940 waren Paul Jacobi, Theodor Riedel, Bruno Heinemann und Friedrich Eckoldt an der Besetzung von Trondheim beteiligt.

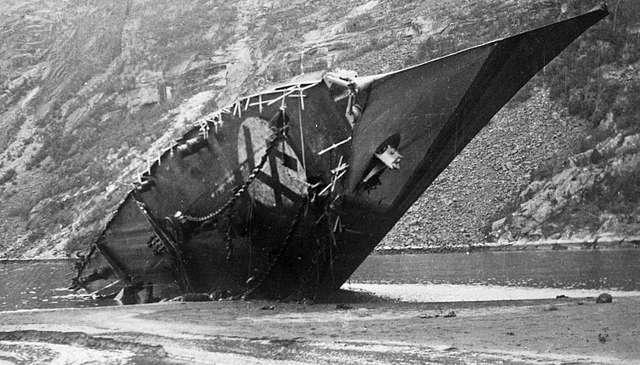
Die gekenterte Bernd von Arnim

Die Zerstörer Georg Thiele, Wolfgang Zenker, Bernd von Arnim, Erich Giese und Erich Koellner gehörten zu der Kampfgruppe, die unter der Führung von Kommodore Friedrich Bonte Gebirgsjäger zur Besetzung des Erzhafens Narvik transportierte. Alle zehn Boote dieser Kampfgruppe gingen im Verlauf zweier britischer Gegenangriffe am 10. und 13. April im Raum Narvik verloren, entweder durch direkte Feindeinwirkung oder durch Selbstversenkung, da nach der Erschöpfung von Munition und Treibstoff die Erbeutung drohte.
Hermann Schoemann unter Führung von Korvettenkapitän Heinrich Wittig und dem Leitenden Ingenieur Kapitänleutnant Lorenz Böhmer wurde am 2. Mai 1942 beim Angriff auf den Nordmeergeleitzug QP 11 vom britischen Leichten Kreuzer Edinburgh zweimal in die Turbinenräume getroffen. Dabei wurden die Hauptzudampfleitung und der Hauptkondensator zerstört, wodurch beide Turbinen und der größte Teil der Elektrik ausfielen. Dadurch konnten die Geschütze nur noch von Hand gerichtet werden. Da Hermann Schoemann nicht mehr fahrbereit war und im noch laufenden Gefecht nicht geborgen werden konnte, versenkte die Besatzung ihren Zerstörer selbst. Sie wurde vom Zerstörer Z 25 und dem deutschen U-Boot U 88 aufgenommen.
Ende November 1941 beschädigten die Zerstörer Hans Lody und Richard Beitzen zusammen mit Karl Galster den britischen Zerstörer Javelin schwer, der allerdings repariert werden konnte.

## Einheiten
| Name                   | Bauwerft              | Kiellegung        | Stapellauf         | Indienststellung   | Verbleib                                                                                          |
| Typ 1934               | Typ 1934              | Typ 1934          | Typ 1934           | Typ 1934           | Typ 1934                                                                                          |
| ---------------------- | --------------------- | ----------------- | ------------------ | ------------------ | ------------------------------------------------------------------------------------------------- |
| Z 1 Leberecht Maass    | Deutsche Werke, Kiel  | 10. Oktober 1934  | 18. August 1935    | 14. Januar 1937    | 22. Februar 1940 Bombentreffer durch deutsche Luftwaffe, anschließend durch Minentreffer gesunken |
| Z 2 Georg Thiele       | Deutsche Werke, Kiel  | 25. Oktober 1934  | 18. August 1935    | 27. Februar 1937   | 13. April 1940 in Narvik selbstversenkt                                                           |
| Z 3 Max Schultz        | Deutsche Werke, Kiel  | 2. Januar 1935    | 30. November 1935  | 8. April 1937      | 22. Februar 1940 nach zwei Minentreffern gesunken                                                 |
| Z 4 Richard Beitzen    | Deutsche Werke, Kiel  | 7. Januar 1935    | 30. November 1935  | 13. Mai 1937       | 15. Januar 1946 an Großbritannien übergeben                                                       |
| Typ 1934A              |                       |                   |                    |                    |                                                                                                   |
| Z 5 Paul Jacobi        | Deschimag, Bremen     | 15. Juli 1935     | 24. März 1936      | 29. Juni 1937      | 15. Januar 1946 an Großbritannien übergeben, als Desaix an Frankreich                             |
| Z 6 Theodor Riedel     | Deschimag, Bremen     | 18. Juli 1935     | 22. April 1936     | 2. Juli 1937       | 28. Januar 1946 an Großbritannien übergeben, als Kléber an Frankreich                             |
| Z 7 Hermann Schoemann  | Deschimag, Bremen     | 7. September 1935 | 16. Juli 1936      | 9. September 1937  | 2. Mai 1942 von der Edinburgh getroffen und anschließend selbstversenkt                           |
| Z 8 Bruno Heinemann    | Deschimag, Bremen     | 14. Januar 1936   | 15. September 1936 | 8. Januar 1938     | 25. Januar 1942 auf Mine gelaufen und gesunken                                                    |
| Z 9 Wolfgang Zenker    | Germaniawerft, Kiel   | 22. März 1935     | 27. März 1936      | 2. Juli 1938       | 13. April 1940 in Narvik selbstversenkt                                                           |
| Z 10 Hans Lody         | Germaniawerft, Kiel   | 1. April 1935     | 14. Mai 1936       | 13. September 1938 | 6. Januar 1946 an Großbritannien übergeben                                                        |
| Z 11 Bernd von Arnim   | Germaniawerft, Kiel   | 26. April 1935    | 8. Juli 1936       | 6. Dezember 1938   | 13. April 1940 in Narvik selbstversenkt                                                           |
| Z 12 Erich Giese       | Germaniawerft, Kiel   | 3. Mai 1935       | 12. März 1937      | 4. März 1939       | 13. April 1940 in Narvik von zwei Torpedos getroffen, versenkt                                    |
| Z 13 Erich Koellner    | Germaniawerft, Kiel   | 12. Oktober 1935  | 18. März 1937      | 29. August 1939    | 13. April 1940 in Narvik versenkt                                                                 |
| Z 14 Friedrich Ihn     | Blohm & Voss, Hamburg | 30. Mai 1935      | 15. November 1936  | 6. April 1938      | 5. Februar 1946 an die UdSSR übergeben, als Zorkyj in Dienst                                      |
| Z 15 Erich Steinbrinck | Blohm & Voss, Hamburg | 30. Mai 1935      | 24. September 1936 | 31. Mai 1938       | 2. Januar 1946 an die UdSSR übergeben, als Pylkij in Dienst                                       |
| Z 16 Friedrich Eckoldt | Blohm & Voss, Hamburg | 4. November 1935  | 21. März 1937      | 28. Juli 1938      | 31. Dezember 1942 in der Schlacht in der Barentssee von Sheffield versenkt                        |

## Technische Beschreibung

Zeichnung eines Zerstörers 1934

Die Zerstörer 1934 waren technisch wesentlich aufwendiger und damit auch komplizierter gebaut als die britischen Schiffe aus derselben Zeit. Auch waren sie mit bis 3.250 Tonnen Verdrängung größer als die meisten anderen Zerstörer. Der hohe schiffbauliche Standard führte aber dazu, dass wegen der hohen Kosten und der langen Bauzeit nur relativ wenige Boote dieser Klasse gebaut werden konnten. Außerdem war man bei der Bestückung mit Technik zu optimistisch vorgegangen, denn die moderne Technik war teilweise noch nicht ausgereift. Auch bei den Nachfolgeklassen wurde dieser Weg fortgesetzt. Das Ergebnis war, dass Deutschland am Beginn des Zweiten Weltkriegs nur wenige Zerstörer hatte und die hohen Verluste während der Invasion Norwegens im April 1940 nicht kompensieren konnte.

### Rumpf
Bei den ersten vier Zerstörern gab es zum Bug hin kein Ansteigen des Deckverlaufs, so dass das ohnehin niedrige Freibord und der Schnitt des Bugs die Schiffe bei stärkerem Seegang mit dem Vorschiff stark eintauchen ließ. Weiterhin installierte man einen Staukeil, der die Fahreigenschaften verbessern sollte, aber das Heck hoch- und damit den Bug hinunterdrückte, was die zuvor bestehenden Probleme mit dem Eintauchen verstärkte. Letztendlich wurden die Staukeile wieder ausgebaut und die Bugformen der ersten vier Schiffe des Typ 1934 so verändert, dass sie denen des Typs 1934A entsprachen.

### Antrieb
Im Gegensatz zum Zerstörer 1936 war das Antriebssystem nicht ausgereift; so kam es teilweise zu sehr schweren Problemen mit den Überdruck-Kesseln der Bauart Benson, wodurch der Einsatz der Schiffe manchmal durch einen Defekt monatelang unterbrochen wurde. Funktionierte alles, wurde eine hohe Geschwindigkeit von 36 Knoten erreicht. Zu den Nachteilen der Boote gehörte die unbefriedigende Stabilität in See durch einen zu hohen Schwerpunkt. Zur Minderung dieser Folgen wurden Verbrauchsbeschränkungen für Heiz- und Treiböl von 135 bis 325 Tonnen, bei Vorräten von 650 bis 740 Tonnen, angeordnet. Das beschränkte ihren Aktionsradius.

### Bewaffnung
Als Hauptbewaffnung waren fünf 12,7-cm-SK C/34 Geschütze in Einzellafette (MPL C/34) mit Schutzschilden entlang der Längsachse aufgestellt. Geschütz A und E waren auf Deckshöhe angebracht, die Geschütze B und D auf den Aufbauten dahinter beziehungsweise davor. Dadurch konnte das innere Geschütz das äußere überschießen (sog. überhöhte Endaufstellung). Geschütz C war auf dem gleichen Deckshaus wie D aufgestellt nur in Fahrtrichtung, weshalb es weder direkt in Fahrtrichtung noch achteraus feuern konnte.
Bei Indienststellung waren zur Flugabwehr bei allen Einheiten vier 3,7-cm-SK C/30 in zwei kreiselstabilisierten Doppellafetten (Dopp.L. C/30) mittschiffs asymmetrisch angeordnet. Des Weiteren sechs 2-cm-Flak C/30 in Einzellafetten (MPL C/30), je zwei seitlich auf der Back und zwei auf dem achteren Schutzdeck.
Die überlebenden Einheiten sollten zum Kriegsende das „Barbara“-Programm durchlaufen, bei welchem die Flakausrüstung standardisiert werden sollte. Dieses umfasste sechs 3,7-cm-Flak 43 in Doppellafette (je zwei vor der Brücke mittschiffs und anstelle des Geschützes C), neun 2-cm-Flak C/38 (eine Einzellafette am Bug, je eine Doppellafette in den Brückennocken und einen Vierling achtern). Die Kriegsumstände verhinderten eine vollständige Durchführung dieser Planung und deshalb variierte die Flakbewaffnung der noch vorhandenen Zerstörer.
Zur weiteren Bewaffnung gehörten zwei Vierfachtorpedorohrsätze im Kaliber 53,3 cm für Torpedos des Typs G7a, bis zu 60 Seeminen konnten aufgenommen werden, welche an Deck gelagert und über ein Schienensystem zu zwei Absetzrampen am Heck transportiert wurden, und die U-Jagd-Ausrüstung bestand aus vier Wasserbombenwerfern.

### Sensoren
Zur Feuerleitung der Artillerie wurden zwei optische Entfernungsmesser an Bord verwendet, einer auf dem Brückenaufbau, der zweite auf einer Plattform hinter dem zweiten Schornstein. Zur U-Jagd wurde ein um 160° schwenkbares Sonar verwendet, das einen Bereich von 10° bis 170° abdeckte, was im Gegensatz zum britischen Asdic (welches nur um 45° schwenkbar war) dazu verhalf, die Tiefe getauchter U-Boote genau zu ermitteln. Dadurch wurden präzisere Wasserbomben-Angriffe möglich.
Alle nach dem April 1940 noch vorhandenen Zerstörer waren mit Funkmessgeräten (Radar) des Typs FuMO 29 „Seetakt“ ausgerüstet. Aber erst ab Ende 1944 stand eine verbesserte Ausrüstung zur Verfügung und die Paul Jacobi, Theodor Riedel und Hans Lody wurden achteraus des achteren Schornsteins mit einem zweiten Gerät FuMO 63 „Hohentwiel K“ ausgestattet. Selbst dieses Gerät war zu diesem Zeitpunkt bereits überholt und konnte weder zur Luftwarnung noch als Feuerleitung der Flak eingesetzt werden. Die Warnung vor feindlichen Flugzeugen beruhte daher zum großen Teil auf einer breit gefächerten Funkmessbeobachtung (Radarwarngeräte), welche die Impulse der Bordradargeräte der alliierten Flugzeuge auffing.